# Jurij Mihajlovics Borzakovszkij
Jurij Mihajlovics Borzakovszkij (oroszul: Юрий Михайлович Борзаковский; Moszkva, 1981. április 12. –) olimpiai bajnok orosz atléta, középtávfutó, a 800 méteres síkfutás specialistája.

## Pályafutása
2000-ben, mindössze tizennyolc évesen szerezte első jelentős felnőtt sikerét, amikor első lett a fedett pályás Európa-bajnokságon. Még ebben az évben részt vett a Sydney-i olimpián, ahol - legfiatalabbként - jutott el a döntőig, és hatodikként zárt.
2001-ben győzött a lisszaboni fedett pályás világbajnokságon, majd augusztus 24-én, 1:42,47-dal új egyéni csúcsot futott, amely máig pályafutása legjobb 800 méteres eredménye. Ezzel a szám történelmének nyolcadik leggyorsabbja, míg a 2001-es szezonban ez volt a legjobb eredmény e távon. A 2002-es Európa-bajnokságon nem szerzett érmet, majd a 2003-as párizsi világbajnokságon ezüstérmesként zárt.
Athénban karrierje legkimagaslóbb sikerét érte el. Második legjobb idővel jutott túl az elődöntőn, a döntőben pedig nagy hajrával lett olimpiai bajnok. Borzakovszkij mindössze 0,16 másodperccel előzte meg a második helyen befutott Mbulaeni Mulaudzit, míg a harmadik helyen zárt háromszoros világbajnok Wilson Kipketer is csak 0,2 másodperccel maradt el tőle a célban.
2005-ben a bahreini Rasíd Ramzi mögött ezüstérmesként végzett a helsinki világbajnokságon. Egy év múlva a fedett pályás, majd 2007-ben a szabadtéri világbajnokságon lett bronzérmes.
2001 után 2008-ban futott újra 1:43 alatt. Ennek ellenére a pekingi olimpián nem védte meg címét; még csak döntőbe se jutott. 2009-ben - kilenc év után - újfent megnyerte a fedett pályás Európa-bajnokságot, valamint negyedik lett a berlini világbajnokságon.
A 2010-es szezon nagy részét sérülés miatt kihagyta.
2014-ben visszavonult. 2015 februárjában kinevezték az orosz atlétikai válogatott ideiglenes kapitányának.

## Egyéni legjobbjai
- 200 méteres síkfutás - 22,56 s (1999)
- 400 méteres síkfutás (szabadtér) - 45,84 s (2000)
- 400 méteres síkfutás (fedett) - 47,06 s (2008)
- 600 méteres síkfutás - 1:16,02 s (2010)
- 800 méteres síkfutás (szabadtér) - 1:42,47 s (2001)
- 800 méteres síkfutás (fedett) - 1:44,15 s (2001)
- 1000 méteres síkfutás (szabadtér) - 2:15,50 s (2008)
- 1000 méteres síkfutás (fedett) - 2:17,10 s (2009)
- 1500 méteres síkfutás (szabadtér) - 3:43,24 s (2003)
- 1500 méteres síkfutás (fedett) - 3:41,53 s (2006)